# مين يصدق (فلم)
مين يصدق؟ هو فيلمٌ مصري ٌ بدأ عرضه في مصر في 27 نوفمبر 2024، ويوم 12 ديسمبر في المملكة العربية السعودية والإمارات والكويت، وهو أول فيلمٍ تخرجه زينة عبد الباقي.

## قصة الفيلم
تعيش نادين حالة من الفراغ. تلتقي بشابٍ محتالٍ يُدعى باسم، وتُعجب به، لكنه يورطها في عدد من عمليات النصب والاحتيال.

## إنتاج الفيلم
الفيلم من بطولة يوسف عمر، وجايدا منصور، وشريف منير، وقد قام الفنان أشرف عبد الباقي بدعم ابنته المخرجة زينة في أول فيلم تخرجه، حيث شارك في إنتاج الفيلم، كما ظهر في الفيلم عددٌ كبير من الفنانين كضيوف شرفٍ مثل سليمان عيد، وأحمد رزق، إضافة إلى أشرف عبد الباقي نفسه.

## استقبال الفيلم
عُرض الفيلم في نوفمبر 2024 ضمن مسابقة آفاق السينما العربية، ضمن فعاليات الدورة الخامسة والأربعين لمهرجان القاهرة السينمائي الدولي عام 2024.
رُفع الفيلم من دور العرض المصرية يوم 30 يناير 2025، بعد تحقيقه 4 مليون جنيه بعد تسعة أسابيع من العرض.